# سوني إكسبيريا تابلت إس
سوني اكسبيريا تابلت اس (بالإنجليزية: Sony Xperia Tablet S)‏ هو هاتف محمول من سوني يعمل بنظام أندرويد، تم طرحه في الأسواق في 2012.

## الخصائص
- نظام التشغيل: أندرويد
- الشاشة: إل سي دي 1280×800
- الوزن: 585 غرام
- المعالج: 1300 ميجا هرتز
- الذاكرة: 1 جيجابايت
- التخزين: 64 جيجابايت

## وصلات خارجية
- الموقع الإلكتروني